# Hanna Marie Hansen
Hanna Marie Hansen (Trondheim, 17 februari 1875- Parijs, 19 maart 1954) was een Noors pianiste en componiste.
Ze werd als oudste dochter geboren binnen het gezin van expediteur Hans Severin Hansen en Bergitte Marie Sandberg.
Ze werd gezien als wonderkind. Ze kreeg op haar vijfde al les van Auguste Thurner in Parijs en kreeg toen al een “Prix d’encouragement”. Ze maakte haar debuut in de Logens concertzaal in Oslo, toen ze zeven jaar oud was. Als snel volgden optredens in Kopenhagen, Stockholm en Berlijn, alwaar ze haar studie voortzette bij Theodor Kullak. Vanaf 1927 woonde ze in Parijs, alwaar ze lesgaf aan het conservatorium.
Van haar zijn een handvol composities bekend waaronder een pianoconcert, een strijkkwartet, werkjes voor piano in de salonstijl, orkestwerken, een opera Kléon en werken voor piano en viool. Warmuth Musikforlag en Durand brachten daarbij onder meer uit Fantasie (1890), Valse mélancolique, Chanson joyeuse, Air de ballet (opus 9) (bewerking), Danse Norvegienne (opus 10), Arabesque pour piano (opus 11), Air (Petit) ancien (opus 12), Chanson du gondolier (opus 13) en een Valse populaire (1891) . De Valse mélancolique is ooit eens opgenomen door Jorunn Marie Bratlie.
Enkele concerten:
- 16 september 1882: concert met violist Siegwart Bjerke; ze speelde solo werken van Wolfgang Amadeus Mozart en Stephen Heller, samen met Bjerke speelde ze een Nocturne voor viool en piano van Frédéric Chopin.
- 1895/1896: Salle Pleyel
- 7 oktober 1904 in de concertzaal van Brødrene Hals met een herhaling op 11 oktober
- 21 maart 1906: Salle Pleyel met werken van onder meer Robert Schumann, Johannes Brahms en Gabriel Fauré; men vond het toen opvallend dat ze geen werken van Noorse componisten speelde

- Bibliothèque nationale de France: cb169618367 (data)
- Gemeinsame Normdatei: 1030036853
- International Standard Name Identifier: 0000 0000 4984 4600
- Library of Congress Control Number: nr97019456
- Virtual International Authority File: 66373794
- WorldCat: E39PBJbxB3MgJdt9VgK9k8RMyd